# Polycrise
 (septembre 2024).
La mise en forme du texte ne suit pas les recommandations de Wikipédia : il faut le « wikifier ».
Les points d'amélioration suivants sont les cas les plus fréquents. Le détail des points à revoir est peut-être précisé sur la page de discussion.
- Les titres sont pré-formatés par le logiciel. Ils ne sont ni en capitales, ni en gras.
- Le texte ne doit pas être écrit en capitales (les noms de famille non plus), ni en gras, ni en italique, ni en « petit »…
- Le gras n'est utilisé que pour surligner le titre de l'article dans l'introduction, une seule fois.
- L'italique est rarement utilisé : mots en langue étrangère, titres d'œuvres, noms de bateaux, etc.
- Les citations ne sont pas en italique mais en corps de texte normal. Elles sont entourées par des guillemets français : « et ».
- Les listes à puces sont à éviter, des paragraphes rédigés étant largement préférés. Les tableaux sont à réserver à la présentation de données structurées (résultats, etc.).
- Les appels de note de bas de page (petits chiffres en exposant, introduits par l'outil «  Source ») sont à placer entre la fin de phrase et le point final[comme ça].
- Les liens internes (vers d'autres articles de Wikipédia) sont à choisir avec parcimonie. Créez des liens vers des articles approfondissant le sujet. Les termes génériques sans rapport avec le sujet sont à éviter, ainsi que les répétitions de liens vers un même terme.
- Les liens externes sont à placer uniquement dans une section « Liens externes », à la fin de l'article. Ces liens sont à choisir avec parcimonie suivant les règles définies. Si un lien sert de source à l'article, son insertion dans le texte est à faire par les notes de bas de page.
- La présentation des références doit suivre les conventions bibliographiques. Il est recommandé d'utiliser les modèles {{Ouvrage}}, {{Chapitre}}, {{Article}}, {{Lien web}} et/ou {{Bibliographie}}. Le mode d'édition visuel peut mettre en forme automatiquement les références.
- Insérer une infobox (cadre d'informations à droite) n'est pas obligatoire pour parachever la mise en page.

Pour une aide détaillée, merci de consulter Aide:Wikification.
Si vous pensez que ces points ont été résolus, vous pouvez retirer ce bandeau et améliorer la mise en forme d'un autre article.
La polycrise (ou polycrisis en anglais) est un concept introduit par le philosophe et sociologue français Edgar Morin dans son ouvrage Terre-Patrie (1993), coécrit avec Anne-Brigitte Kern. Ce terme désigne une situation complexe où plusieurs crises interconnectées et interdépendantes convergent, amplifiant mutuellement leurs effets. Cette dynamique systémique rend leur gestion particulièrement difficile en raison des interactions synergiques qui dépassent les capacités traditionnelles d’analyse et de résolution.

## Origine et évolution historique

### Introduction du concept par Edgar Morin
Edgar Morin, pionnier de la pensée complexe, a introduit le concept de polycrise dans un contexte historique marqué par de profondes mutations globales, notamment la fin de la Guerre froide, la mondialisation galopante et les premières alertes sur les limites planétaires. Dans Terre-Patrie , il met en lumière l’interconnexion entre des crises économiques, écologiques, sociales et culturelles, soulignant leur évolution simultanée et leurs effets cumulatifs.

#### Contexte de la conceptualisation (années 1990)
Le concept émerge dans les années 1990, une période marquée par :
- La fin de la Guerre froide : instabilité géopolitique et émergence de conflits régionaux (ex. : Balkans).
- Les premières alertes écologiques mondiales : prise de conscience sur le trou dans la couche d’ozone et les émissions de gaz à effet de serre.
- La mondialisation : intégration économique mondiale renforçant les interdépendances et vulnérabilités systémiques.

#### Popularisation contemporaine (années 2020)
Depuis les années 2020, le concept a fortement gagné en popularité pour décrire des crises telles que :
- La pandémie de COVID-19 et ses impacts systémiques.
- Les tensions géopolitiques (ex. : guerre en Ukraine).
- Le changement climatique et l’épuisement des ressources naturelles.

Des chercheurs comme Thomas Homer-Dixon ou des institutions comme le Cascade Institute ont approfondi le concept, liant la polycrise à des risques systémiques globaux dans l’Anthropocène.

## Caractéristiques principales

### Interconnexion et amplification
La polycrise est marquée par des crises profondément interconnectées (économiques, sociales, environnementales, politiques, technologiques, etc.). Contrairement à une multicrise, où les crises sont indépendantes, les crises d’une polycrise interagissent structurellement, formant des boucles de rétroaction amplificatrices. Par exemple :
- Le réchauffement climatique exacerbe les inégalités sociales.
- Ces inégalités nourrissent des instabilités politiques, elles-mêmes renforcées par des crises économiques

### Temporalités multiples
La polycrise est intrinsèquement liée à des temporalités multiples. Elle combine des événements rapides (comme les pandémies, les guerres ou encore les crises financières) avec des processus lents et insidieux (tels que le réchauffement climatique, l’épuisement des ressources naturelles ou le recul démocratique). Ces temporalités croisées produisent des effets cumulatifs et amplifiés, rendant la compréhension et la gestion des crises encore plus complexes.
- Temporalité rapide : Les crises aiguës, comme une guerre ou une crise énergétique, provoquent des perturbations immédiates.

- Temporalité lente : Les changements progressifs, tels que la perte de biodiversité ou les transformations culturelles, agissent en arrière-plan, mais leurs impacts se manifestent à long terme de manière souvent irréversible.

- Interactions temporelles : Les crises rapides peuvent accélérer les processus lents, tandis que les crises lentes renforcent la vulnérabilité face aux événements soudains.

### Ordres de grandeur multiples
La polycrise se manifeste à des échelles variées, allant des individus et communautés locales aux systèmes planétaires. Cette diversité d’échelles crée une mosaïque d’interactions qui rend la compréhension et la résolution des crises particulièrement difficiles.
- Échelle locale : Les impacts directs d’une crise, comme une inondation ou une crise alimentaire, sont vécus par les populations locales.
- Échelle régionale : Les interactions entre crises (par exemple, migrations climatiques et instabilités politiques) se manifestent à des niveaux intermédiaires.
- Échelle globale : Les crises globales, comme le changement climatique ou les tensions géopolitiques, exercent une influence systémique sur toutes les autres échelles.

Cette multiplicité des ordres de grandeur complique la mise en œuvre de solutions, car les interventions efficaces à une échelle peuvent avoir des conséquences imprévues à une autre.

### Ruptures de régulations
Les polycrises révèlent des ruptures dans les mécanismes de régulation environnementaux, sociaux  ou encore économiques:
- Environnement : Dépassement des limites planétaires.
- Société : Aggravation des inégalités et perte de cohésion sociale.
- Économie : Dysfonctionnements structurels du système financier mondial

## Typologies de crises dans la polycrise
Pour mieux comprendre la complexité de la polycrise, il est utile de distinguer plusieurs formes de crises qui s’entrelacent et se renforcent :

### Permacrises
- Définition : Une permacrise est un état d’instabilité prolongée où les crises ne se résolvent pas mais deviennent des conditions structurelles et quasi permanentes.
- Exemples : Les inégalités sociales croissantes, la dégradation continue des écosystèmes ou la perception d’un effondrement démocratique mondial.
- Implication : La permacrise reflète un sentiment d’impuissance face à des problèmes si complexes qu’ils semblent ne plus pouvoir être surmontés, et requiert une approche orientée vers la gestion adaptative plutôt qu’une résolution finale.

### Métacrises
- Définition : Les métacrises affectent les fondations mêmes des sociétés humaines, comme les cadres idéologiques, les systèmes de gouvernance mondiale, ou les grands récits culturels qui structurent nos sociétés.
- Exemples : La remise en question des institutions démocratiques [3],[4],[5] ou des fondements du capitalisme néolibéral dans un contexte de crise climatique.
- Implication : Ces crises obligent à repenser les paradigmes existants pour éviter des effondrements à grande échelle.

### Crises systémiques
- Définition : Les crises systémiques perturbent des systèmes entiers, qu’il s’agisse de la biosphère, de l’économie mondiale ou des infrastructures énergétiques.
- Exemples : La rupture des chaînes d’approvisionnement mondiales lors de la pandémie de COVID-19 ou la crise énergétique due à la guerre en Ukraine.
- Implication : Ces crises sont marquées par des interdépendances exacerbées qui rendent leur gestion plus complexe, car les solutions locales peuvent avoir des répercussions globales.

### Interactions entre typologies
Ces typologies ne sont pas exclusives: une permacrise peut englober des crises systémiques ou découler de métacrises.
Par exemple, la dégradation continue des écosystèmes (permacrise) peut provoquer des crises systémiques (perturbations climatiques) tout en érodant les bases idéologiques et institutionnelles qui gouvernent nos sociétés (métacrises).
Ce concept reflète les préoccupations croissantes concernant la durabilité et la viabilité des systèmes socio-économiques, politiques et écologiques contemporains.

## Critiques du concept

### Complexité excessive
Certains critiques considèrent que la polycrise peut engendrer un sentiment de complexité écrasante, rendant l’action difficile. Le terme est parfois perçu comme un mot à la mode (buzzword) ou une distraction face aux causes sous-jacentes des crises ,.

### Manque d’opérationnalité
D’autres soulignent le risque que le concept reste abstrait et difficilement applicable pour guider les stratégies de gestion des crises.

## Réponses et perspectives

### Approches systémiques
La gestion des polycrises nécessite :
- Une approche transdisciplinaire pour comprendre les interactions entre systèmes.
- Des stratégies adaptatives et flexibles.

### Transformation sociétale
Edgar Morin insiste sur la nécessité d’une transformation des paradigmes sociaux, économiques et écologiques, favorisant une pensée complexe et solidaire.

## De la conceptualisation de la polycrise à l'émergence de la polycrise globale

### Influences intellectuelles d’Edgar Morin
Edgar Morin, profondément marqué par les bouleversements du XXe siècle, a élaboré son concept de polycrise à partir de plusieurs influences majeures :
- Les crises existentielles du XXe siècle : La Seconde Guerre mondiale, la montée des totalitarismes et la Guerre froide ont nourri ses réflexions sur les dysfonctionnements des systèmes politiques, sociaux et idéologiques. Ces expériences ont forgé sa conviction que les crises ne peuvent être comprises ni résolues en isolation.
- La pensée systémique et les sciences de la complexité : Inspiré par des penseurs comme Ludwig von Bertalanffy (théorie des systèmes) et Ilya Prigogine (théorie du chaos), Morin a intégré l'idée que les systèmes humains et naturels fonctionnent de manière interdépendante, générant des boucles de rétroaction complexes et imprévisibles.
- L’écologie politique émergente : Dans les années 1970 et 1980, les travaux de scientifiques et philosophes, notamment The Limits to Growth du Club de Rome (1972), ont sensibilisé Morin à la fragilité des écosystèmes planétaires et à l’impact des activités humaines sur leur dégradation.

### Contexte desannées 1990
Le concept de polycrise s'inscrit dans un contexte historique marqué par une transition globale :
1. La fin de la Guerre froide : L’effondrement du bloc soviétique et l’émergence d’un capitalisme triomphant ont généré une instabilité géopolitique, avec des conflits régionaux comme ceux des Balkans, tout en exacerbant les tensions économiques et sociales dans les pays en transition.
2. Les premières alertes écologiques mondiales : La prise de conscience des dangers du trou dans la couche d’ozone et des émissions de gaz à effet de serre a révélé l’urgence de protéger les systèmes naturels.
3. La montée en puissance de la mondialisation : L’intégration croissante des économies mondiales, accompagnée par une financiarisation accélérée, a renforcé les interdépendances entre nations, mais aussi leur vulnérabilité collective face aux crises systémiques.

Dans ce contexte, Edgar Morin identifie la polycrise comme une manifestation de la globalisation à double face : elle crée une "communauté de destin" pour l’humanité tout en exacerbant les contradictions et les vulnérabilités à travers des crises entrelacées.

### Une conceptualisation transdisciplinaire
La polycrise, telle que définie par Morin, repose sur sa pensée complexe, qui invite à dépasser les approches cloisonnées des disciplines académiques. En liant des crises économiques, sociales, écologiques et technologiques, il met en évidence :
- Les relations entre le système Terre et le système anthropique : Les perturbations de la biosphère (climat, biodiversité) et les déséquilibres humains (politique, économie) s’amplifient mutuellement à travers des boucles de rétroaction non linéaires.
- Les temporalités croisées : Les crises lentes, comme le réchauffement climatique, interagissent avec des événements rapides, comme des pandémies, pour générer des impacts amplifiés.
- Les incertitudes systémiques : L’interconnexion des crises rend les dynamiques imprévisibles, nécessitant une approche qui embrasse l’incertitude et la complexité.

### L'émergence du concept de polycrise globale
Le concept de polycrise globale a émergé en 2009 comme une extension et une spécification de la polycrise, terme introduit par Edgar Morin dans Terre-Patrie (1993). La polycrise désigne une interconnexion de crises multiples, interagissant à différentes échelles, locales, régionales ou internationales. En revanche, la polycrise globale est définie comme une macro-crise unique, intrinsèquement liée aux interdépendances systémiques planétaires.
La polycrise globale est apparue pour décrire une réalité distincte : 
Les crises systémiques qui affectent les grands équilibres du système Terre et des systèmes anthropiques. Cette notion a été progressivement formalisée à travers les travaux suivants :
1. Boudewijn R. Haverkort (2009) :
  - Dans Towards Co-evolution of Different Ways of Believing[8], Haverkort mentionne la polycrise globale (global polycrisis) pour décrire les tensions écologiques, sociales et économiques interconnectées. Il souligne la nécessité d’approches transdisciplinaires et spirituelles pour répondre aux défis planétaires.
2. Silent Taurayi (2011) :
  - Dans sa thèse An investigation of natuurboerdery (natural farming) approach[9], Taurayi analyse les composantes de la polycrise globale, en particulier les crises climatiques, énergétiques et alimentaires. Il explore les interactions entre ces crises et propose des solutions agroécologiques pour renforcer la résilience systémique.
3. K. Welter (2012) :
  - Dans sa thèse Sustainability in the Restaurant Industry: A Cape Town Study[10], Welter applique la notion de polycrise globale à l’étude des systèmes alimentaires mondiaux, mettant en évidence leur fragilité face aux crises interconnectées.
4. Mark Swilling (2013) :
  - Mark Swilling approfondit la polycrise globale dans Economic crisis, long waves and the sustainability transition[11], en identifiant les dynamiques de long terme et leurs implications pour les transitions de durabilité.

### Formalisation contemporaine de la polycrise globale (2020-2022)
Dans les années 2020, la polycrise globale a été théorisée de manière plus approfondie, notamment par des institutions comme le Cascade Institute et des chercheurs comme Thomas Homer-Dixon.
1. Cascade Institute et Thomas Homer-Dixon (2021) :
  - Dans A call for an international research program on the risk of a global polycrisis[12], Homer-Dixon et ses collègues définissent la polycrise globale comme une macro-crise résultant des rétroactions amplifiées entre systèmes naturels et sociaux. Ils identifient :
    - Amplification et synchronisation des risques : Les crises globales s’entrelacent, créant des effets de cascade.
    - Nouveaux risques existentiels : Pandémies, crises climatiques, perturbations technologiques.
2. Rapports de l’ONU (2022) :
  - Le PNUD introduit la notion dans Polycrisis and Long-term Thinking: Reimagining Development in Asia and the Pacific[13], en liant la polycrise globale aux risques de l'Anthropocène, tels que les effondrements écologiques et sociaux.
3. Adam Tooze et Shutdown (2021) :
  - Dans Shutdown: How COVID Shook the World’s Economy[14], Adam Tooze popularise la polycrise en décrivant les dynamiques convergentes de crises sanitaires, économiques et politiques. Bien que ses analyses restent centrées sur les dimensions économiques, son ouvrage contribue à diffuser le concept auprès d’un public plus large.
4. L’avenir de Terre-Patrie (2021) :
  - L'avenir de Terre-Patrie[15] , ouvrage collectif dirigé par Alfredo Pena-Vega, rassemble des contributions d’éminentes personnalités telles qu'Antonio Guterres, Audrey Azoulay, Gilles Bœuf, Mireille Delmas-Marty, Patrick Chamoiseau et d'autres penseurs de renom. Cet ouvrage approfondit les dimensions philosophiques et transdisciplinaires de la polycrise, réaffirmant son importance pour comprendre les défis systémiques contemporains. Antonio Guterres, Secrétaire général des Nations Unies, souligne dans sa préface l’urgence d’une gouvernance mondiale renforcée face aux crises interconnectées, tandis qu’Audrey Azoulay, Directrice générale de l’UNESCO, insiste sur la nécessité d’oser penser l’avenir pour ne pas le subir. Les contributions mettent en lumière l’apport fondamental de la pensée complexe d’Edgar Morin dans la conceptualisation de la polycrise et son rôle pour articuler des réponses transdisciplinaires aux défis planétaires.

## Composants

### Dépassement écologique et limites à la croissance
Le concept de polycrise reflète les préoccupations soulevées dès 1972 par le rapport Limits to Growth. (Donella Meadows, Denis Meadows) Ce dernier avertissait qu'une croissance économique exponentielle, combinée à une consommation effrénée des ressources naturelles, dépasserait inévitablement la capacité de charge de la Terre. Ce dépassement écologique, caractérisé par une exploitation des ressources à un rythme supérieur à leur régénération, a conduit à des crises majeures telles que :
- Dégradation de l’environnement : Perte de biodiversité, pollution des sols, de l’air et des océans.
- Changement climatique : Intensification des phénomènes météorologiques extrêmes et élévation du niveau des mers.
- Épuisement des ressources : Rareté croissante de l’eau potable, des terres arables et des matières premières critiques.

Ces dynamiques écologiques sont souvent exacerbées par des boucles de rétroaction positives, comme la fonte du permafrost libérant du méthane, qui accélèrent encore les crises. La prise de conscience de ces limites nécessite une transition vers des modèles économiques et sociaux plus respectueux des écosystèmes planétaires.

### Instabilité sociopolitique
Les systèmes politiques contemporains, en particulier dans les démocraties libérales, sont confrontés à des contradictions structurelles :
- Conflits entre idéaux et pratiques : Les tensions entre les idéaux démocratiques (égalité, liberté, justice) et les pratiques impérialistes ou néolibérales sapent la légitimité des gouvernements.
- Montée du populisme et recul démocratique : L'érosion du contrat social, accentuée par les inégalités économiques et le ressentiment envers les élites politiques, alimente l'essor de mouvements populistes et autoritaires.
- Polarisation sociale et fragmentation politique : L'aggravation des inégalités sociales et les crises identitaires exacerbent les divisions au sein des sociétés, rendant les consensus politiques de plus en plus difficiles. (polarisation)

Ces phénomènes affaiblissent la capacité des institutions à répondre efficacement aux crises, amplifiant ainsi les dynamiques de la polycrise. Par exemple, les inégalités économiques nourrissent les mouvements de contestation, tandis que les crises climatiques exacerbent les migrations et les tensions sociales.

#### Disparités technologiques et économiques
La concentration croissante de richesse et de pouvoir entre les mains d'une élite restreinte amplifie les dynamiques de la polycrise. Selon Douglas Rushkoff (Survival of the Richest), cette élite exploite les avancées technologiques pour sécuriser ses intérêts au détriment des majorités :
- Inégalités sociales : L’écart entre les riches et le reste de la société atteint des niveaux critiques, sapant la cohésion sociale et limitant l'accès équitable aux opportunités.
- Technologies biaisées : Les innovations technologiques, telles que l’intelligence artificielle ou la biotechnologie, profitent principalement aux élites, augmentant les fractures économiques et sociales.
- Systèmes économiques insoutenables : La financiarisation de l’économie mondiale crée des bulles spéculatives et des crises financières récurrentes, tandis que les modèles de production actuels aggravent les tensions écologiques.

Ces disparités limitent les capacités collectives à répondre aux crises, car elles fragmentent les sociétés et empêchent l’action concertée à grande échelle.

#### Dimensions philosophiques et existentielles
La polycrise ne se limite pas à ses aspects matériels ; elle soulève également des questions fondamentales sur la place de l’humanité dans le monde. Vanessa Machado de Oliveira, dans Hospicing Modernity, souligne la nécessité d’une transformation radicale de nos cadres philosophiques et existentiels :
1. Déconstruction des récits anthropocentriques :
  - Les récits qui placent l’humain au centre du monde, notamment dans les sociétés occidentales modernes, sont remis en question face à l'effondrement des écosystèmes et des structures sociales.
  - La reconnaissance des limites écologiques et biologiques oblige à réévaluer les notions de progrès, de domination et de contrôle.
2. Acceptation de la complexité et de l'incertitude :
  - La polycrise met en évidence l'imprévisibilité des interactions systémiques. Cela nécessite une approche plus humble, axée sur l’apprentissage et l’adaptation.
  - Les récits traditionnels, basés sur des visions linéaires et dualistes (bien/mal, progrès/retard), ne suffisent plus à appréhender les défis contemporains.
3. Reconnaissance de notre interdépendance :
  - L’humanité est désormais perçue comme partie intégrante d’un système planétaire interdépendant. Cette vision invite à adopter des perspectives transdisciplinaires et à valoriser les savoirs autochtones et locaux.

Ces dimensions philosophiques ouvrent la voie à des réflexions plus profondes sur la nécessité d’un changement paradigmatique, où la collaboration et la solidarité remplaceraient les logiques de compétition et d’exploitation.